# Péter Rusorán
Péter Rusorán (né le 11 avril 1940 à Budapest et mort le 14 février 2012 à Paloznak) est un joueur international hongrois de water-polo, champion olympique en 1964. Entraîneur à partir de 1972, il conduit notamment le Vasas SC à trois succès européens dans les années 1980.

## Biographie
Rusorán joue successivement pour les clubs Fáklya Opera en 1948, Budapesti Vörös Meteor en 1952, Csepel Autó en 1961, puis Vasas Sport Club à partir de 1969 avec lequel il gagne la coupe de Hongrie en 1971.
Avec l’équipe nationale pour laquelle il est sélectionné cent trois fois, il est médaillé de bronze aux Jeux olympiques de 1960 à Rome et médaillé d’or lors de ceux de 1964 à Tōkyō.
En 1972, il commence une carrière d’entraîneur au Vasas Sport Club avec lequel il gagne sept fois le championnat hongrois, deux coupes d’Europe des champions en 1980 et 1985 et une coupe des vainqueurs de coupe en 1986. En 1978-1979, il supervise l’équipe d’Iran. De 1983 à 1985, il est également entraîneur de l’équipe nationale hongroise, mais il ne peut participer aux Jeux olympiques de 1984, à Los Angeles, à cause du boycott des pays communistes.
Il entraine Tungsram SC à Budapest, puis dans les années 1990, Ethnikós en Grèce, le Wasserfreunde Spandau 04 en Allemagne de 1991 à 1997 (six titres de champion et six coupes nationales) et Schwimmclub Horgen en Suisse (champion en 1998).
À sa retraite, il s'installe à Paloznak, en Hongrie, où il meurt le 14 février 2012.